# أتسومي تانيزاكي
أتسومي تانيزاكي (باليابانية: 種崎敦美) هي مؤدية أصوات يابانية ولدت في 27 سبتمبر في محافظة أويتا.

## حياتها
في 2 أكتوبر 2023 أعلنت أتسومي تانيزاكي زواجها من الممثل الصوتي يو ميازاكي.

## أدوارها في الأنمي

### مسلسلات أنمي تلفزيونية
- كل شيء يصبح أف - موي نيشينوسونو
- سيراف النهاية - سايوري هانايوري
- سيراف النهاية: معركة ناغويا - سايوري هانايوري
- دورارارا!! ×2 المقدمة - إميليا
- دورارارا!! ×2 المنتصف - إميليا
- دورارارا!! ×2 الخاتمة - إميليا
- إرهاب في الصدى - ريسا ميشيما
- سيرفامب - أوتوغيري
- كايتو جوكر - هوشي
- دايز - نوزومي تسوكاموتو
- موب سايكو 100 - تومي كوراتا
- موب سايكو 100 II - تومي كوراتا
- عروس الساحر - تشيسي هاتوري، إيزابيل
- قصص فتيات الديمي - أتسومي إيموري
- هاروكانا ريسيف - كلير توماس
- رنين! يوفونيوم - ميزوري يورويزوكا
- رنين! يوفونيوم 2 - ميزوري يورويزوكا
- أكاديمية جليسي الأطفال - كازوما ماميزوكا
- دبل ديكر: دوغ آند كيريل - يوري فوجيشيرو
- المشاغب لا يحلم عن فتاة الأرنب سينباي - ريو فوتابا
- داي الشجاع (2020) - داي
- بيستارز - جونو
- شادوفرس - كاي إيجوين
- غريت بريتيندر - توم
- دكتور ستون STONE WARS - نيكي هانادا
- نيفرلاند الموعودة - موجيكا
- فيفي: اغنية عين الفلوريت - فيفي
- فريق الإطفاء الناري: الجزء الثاني - ذات الرداء الأسود
- أهيرو نو سورا - سايوري شيغيوري
- غرانبيلم - شينغيتسو إرنيستا فوكامي
- إعادة تجسيدي في هيئة هلام - ميوران
- إبتسمي على منصة العرض - كومي مورياما
- طبيب فتيات الوحوش - سكادي دراغنفيلت
- سباي إكس فاميلي - آنيا فورجر
- مذكرات العطارة - جيوكويو
- حارس الزمن بون - ريم ستريم
- فريرن: ما وراء نهاية الرحلة  - فريرن
- الذاكرة الغير مسماة  - تيناشا

### أنمي الإنترنت
- مغامرة جوجو الغريبة: ستون أوشن - إمبوريو آلنينيو

### أوفا أنمي
- روهان كيشيبي لا يتحرك - ناوكو أوساتو

### أفلام أنمي
- سلسلة أفلام بيرسونا 3 ذا موفي
  - بيرسونا 3 ذا موفي: #1 Spring of Birth - ناتسوكي مورياما
- بوبين Q - كوناتسو توموداتي
- ليز آند ذا بلو بيرد - ميزوري يورويزوكا
- المشاغب لا يحلم عن الفتاة الحالمة - ريو فوتابا
- سيرفامب Alice in the Garden - أوتوغيري

## أدوارها في ألعاب الفيديو
- آيدولماستر سندريلا جيرلز - كيوكو إيغاراشي
- نير:أوتوماتا - ليلي

## وصلات خارجية
- أتسومي تانيزاكي على موقع IMDb (الإنجليزية)
- أتسومي تانيزاكي على موقع ميوزك برينز (الإنجليزية)
- أتسومي تانيزاكي على موقع قاعدة بيانات الفيلم (الإنجليزية)
- أتسومي تانيزاكي على موقع كينوبويسك (الروسية)
- أتسومي تانيزاكي على موقع ANN person (الإنجليزية)

- صفحة IMDb